# Атлетски клуб Сента
Сенћански атлетски клуб Сента (САК Сента) је атлетски клуб из Сенте, Србија. Клуб је основан 1882. и спада у ред најстаријих атлетских клубова у Србији.
Од обнављања 1946. клуб је присутан у свим узрасним категоријама на атлетским такмичењима на свим нивоима, од покрајинских до државних и међународних такмичења. Клуб редовно организује такмичења разних нивоа, општинска, покрајинска и државна првенства.
Од 1946. до 2011. године чланови САК-а су на појединачним и екипним државним, републичким и покрајинским првенствима освојили 2.146 титула првака! Од тога на појединачним првенствима освојено је 1.968 титула првака, 218 пута на државним, 385 на републичким и 1.365 на покрајинским првенствима. У репрезентативним селекцијама најистакнутији чланови клуба наступали су 885 пута, остварујући успехе и у међународној конкуренцији. У овом раздобљу чланови сенћанског клуба су 331 пут обарали рекорде на разним нивоима, 41 пут су освајане титуле екипних државних правака, од којих су најзначајније две титуле сениорки 1981. и 1982. године.

## Успеси
- Национално првенство (сениорке):
  - Екипни прваци (2) : 1981, 1982.

- Куп европских шампиона (сениорке):
  - Осмо место: 1982.